# Duomo di Merseburg
Il duomo di Merseburg sorge a Merseburg, dove fungeva da cattedrale della diocesi di Merseburg ed è consacrato ai santi Giovanni Battista e Lorenzo. L'edificio, realizzato in stile gotico, venne eretto a partire dal 18 maggio 1015, con la posa della prima pietra da parte del vescovo Tietmaro di Merseburgo, e poi consacrato dall'imperatore Enrico II e dalla sua consorte Cunegonda.
Vi è sepolto Rodolfo di Svevia sotto un grandioso monumento funebre in bronzo.

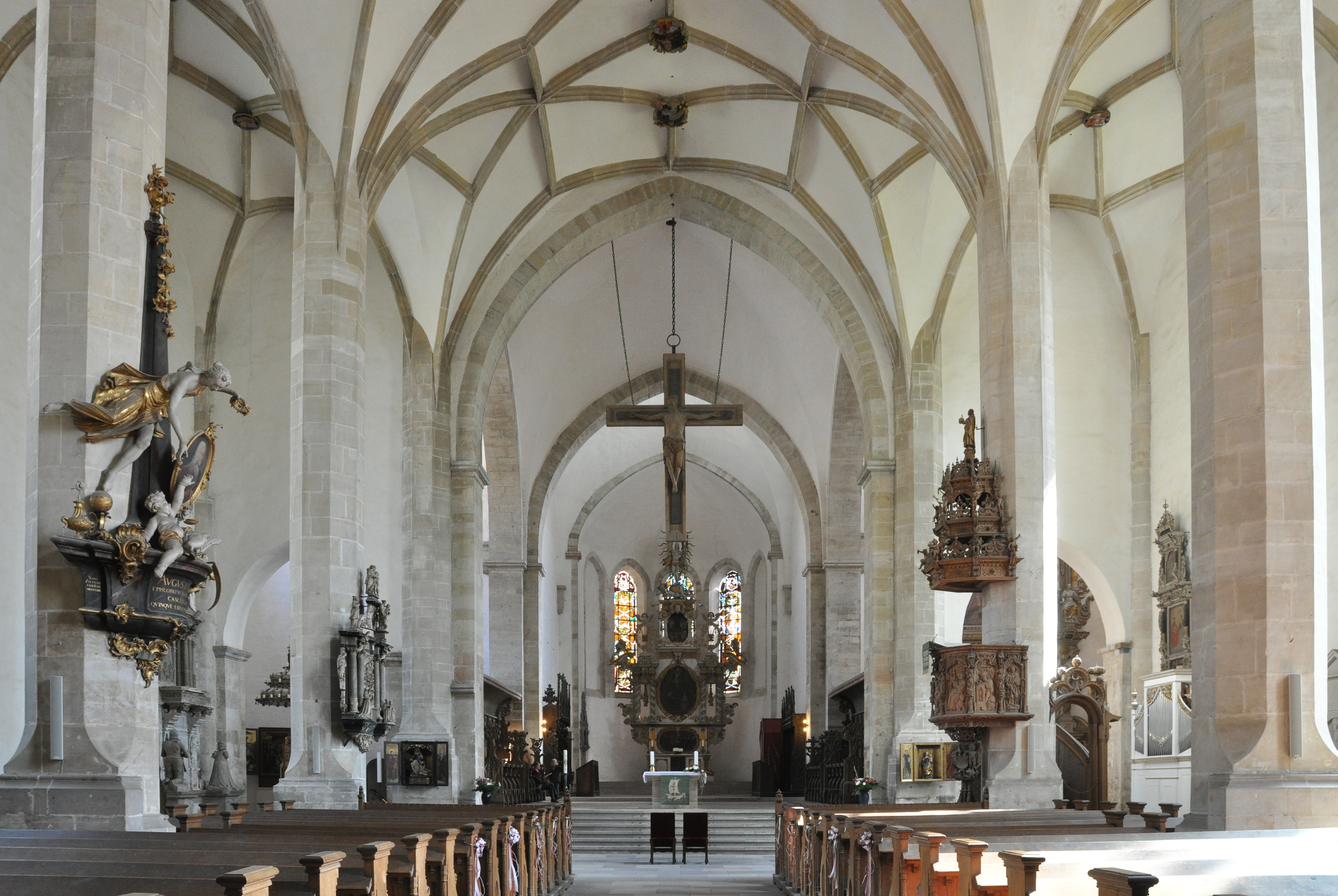
Interno

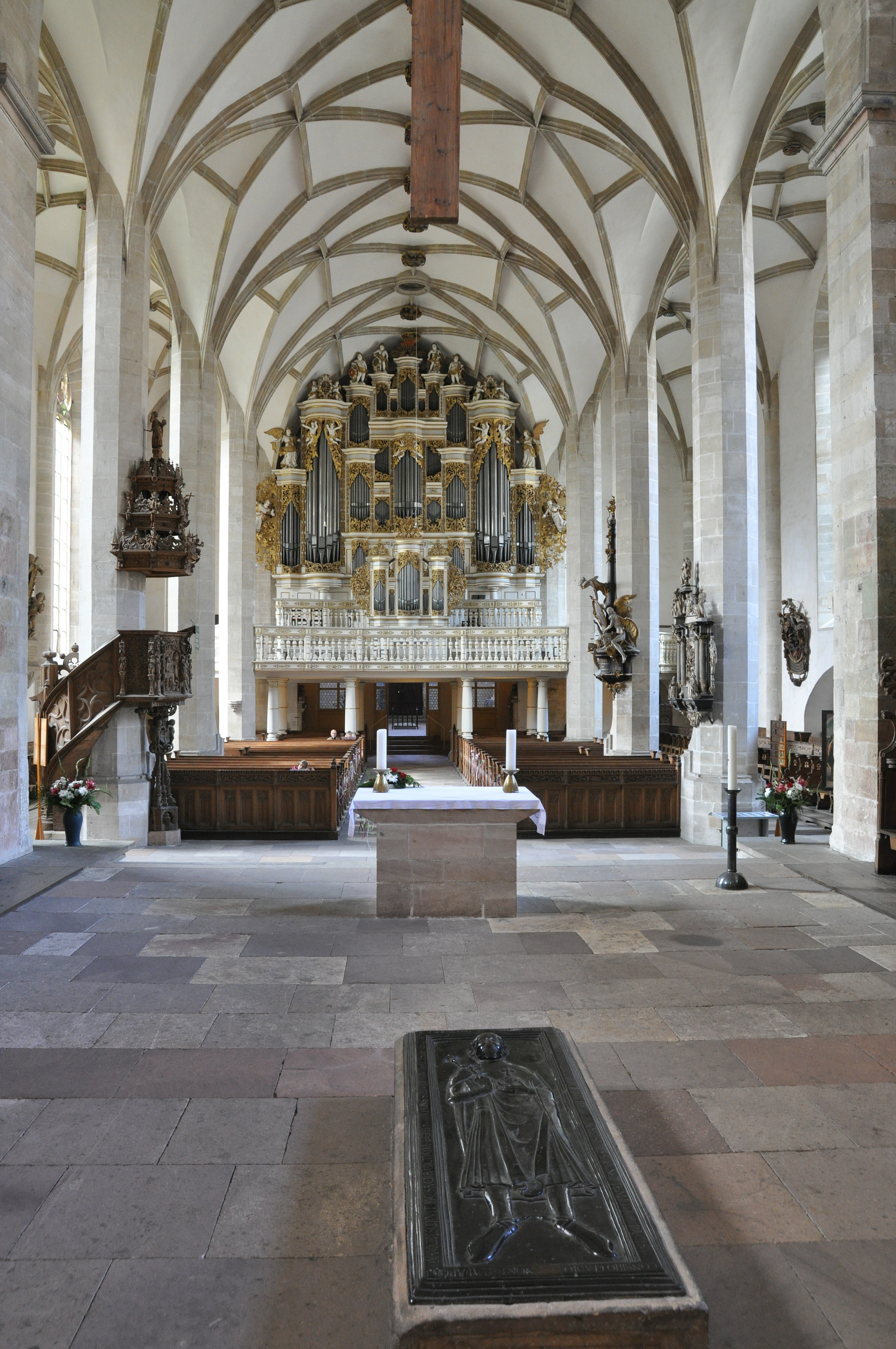
Interno

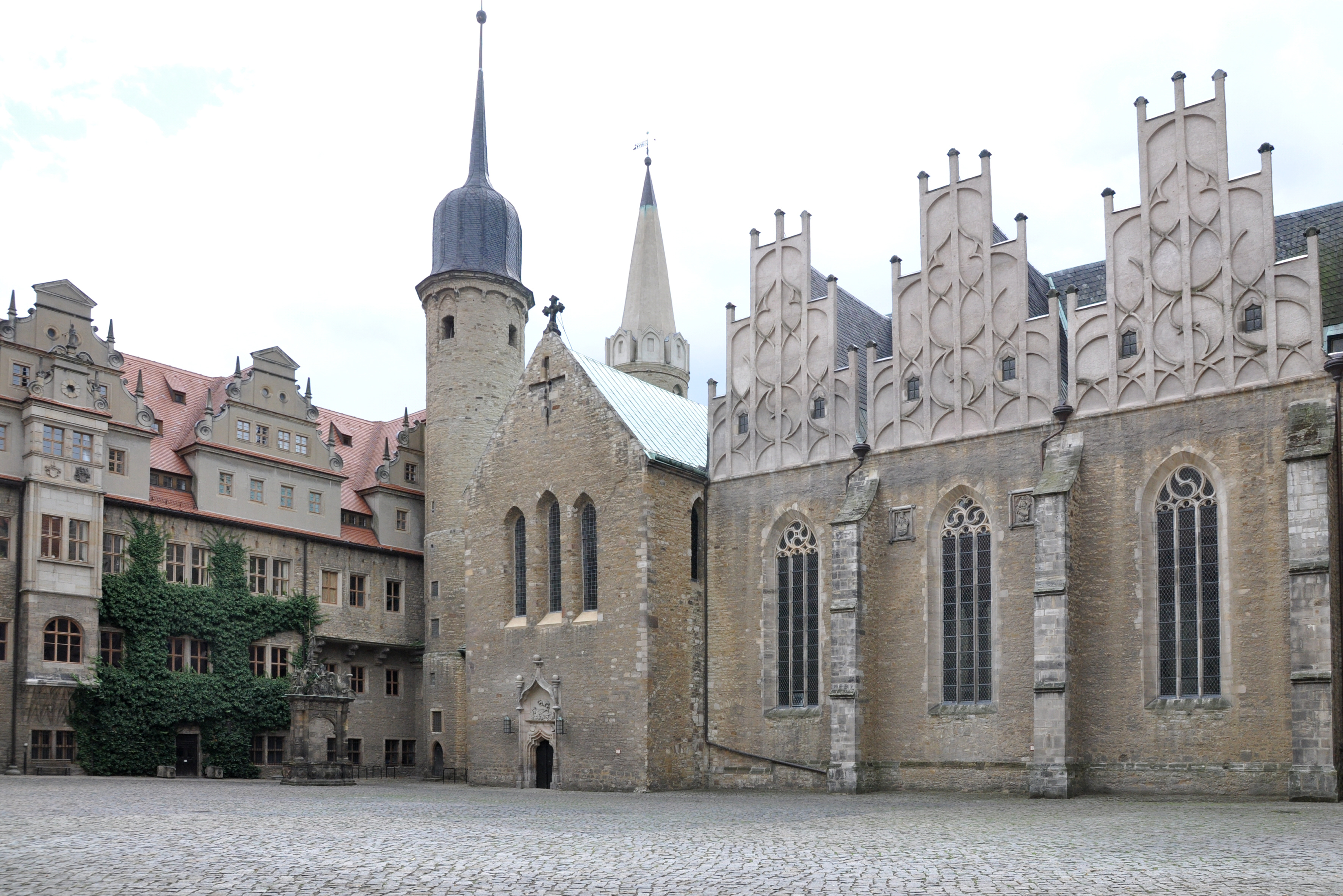
Veduta esterna